# Hildegardis-Gymnasium Bochum
Das Hildegardis-Gymnasium Bochum (bis Juli 2024 Hildegardis-Schule) ist ein Gymnasium in Bochum. Es liegt zwischen dem Stadtpark und der Fußgängerzone in der Bochumer Innenstadt und ist neben der Goethe-Schule Bochum eines der beiden großen Gymnasien in der Bochumer Innenstadt. Die räumliche Nähe von Goethe-Schule und dem Hildegardis-Gymnasium ermöglicht es, in der Oberstufe gemeinsame Kurse und Fächer anzubieten.

## Geschichte
Die Schule wurde 1860 von der jungen Bochumer Lehrerin Henriette von Noël als „höhere Privat-Mädchen-Schule“ in der Augustastraße (heute Hans-Böckler-Straße) gegründet. 1901 folgten ein Erweiterungsbau, 1904 ein katholisches Lehrerseminar. 1916 wählte die Schule die Naturwissenschaftlerin, Theologin und Schriftstellerin Hildegard von Bingen als Namenspatronin.
Die Schule wurde im Zweiten Weltkrieg zerstört. Nach dem Krieg erfolgte der Unterricht, zusammen mit den Schülern des Gymnasiums am Ostring, eine Zeit lang im städtischen Schulgebäude an der Wittener Straße 246.
Den Architekturwettbewerb für einen Neubau an der Klinikstraße gewannen 1953 die Architekten Norbert Demmel und Walter Gemmer aus Düsseldorf. Er wurde am 13. November 1957 eingeweiht. In unmittelbarer Nachbarschaft befinden sich das 1964 eröffnete Planetarium Bochum und die Neue Synagoge Bochum sowie der Stadtpark Bochum.
Heute ist die Schule ein städtisches Gymnasium für Jungen und Mädchen mit einem zweisprachig deutsch-französischen Zweig. Neben dem deutschen Abitur kann das französische Baccalauréat erworben werden.
Im Jahr 2008 wurde die Schule vom Schulministerium als „Europaschule in Nordrhein-Westfalen“ zertifiziert und erneut als Schule der Zukunft ausgezeichnet. Im Jahr 2010 nahm die Hildegardis-Schule im Rahmen des Projektes Twins 2010 an den Veranstaltungen zur Ruhr 2010 – Kulturhauptstadt Europas teil.

## Aufbau
Die Schule besteht aus mehreren Gebäudeteilen:

### Hildegardisschule
Das Hauptgebäude besteht aus dem Lehrertrakt, dem NaWi-Trakt, dem Sporthallentrakt, dem Oberstufentrakt, der Pausenhalle/Aula und der großen Treppe in dem Mittelgebäude. Es gibt zwei Schulhöfe. Seit 2022 stehen Container in dem kleineren der Pausenhöfe.

### Ehemalige Max-Greve-Schule
Zu diesem Komplex gehört neben dem Gebäude der ab 2012 aufgelösten Grundschule eine Sporthalle und ein kleiner Fußballplatz.

### Rundsporthalle
Für den Sportunterricht wird außerdem die Rundsporthalle in der Nähe des Ruhrstadions genutzt, die über drei miteinander verbundene Sporthallen und eine Tribüne verfügt.

## Schulpartnerschaften
Schulpartnerschaften bestehen mit Schulen in
- Wolverhampton in England
- Lyon (verpflichtender Schüleraustausch der bilingualen Klasse(n) 7)
- Duttlenheim
- Châlons-en-Champagne (verpflichtender Schüleraustausch für bilinguale Abiturienten in der EF)
- Châteauneuf-sur-Sarthe(freiwilliger Schüleraustausch für F6 in Klasse 9)
- Ile de la Réunion in Frankreich
- Vicenza in Italien (Schüleraustausch in Kooperation mit der Goethe-Schule Bochum in der EF / Q1)
- Piekary Śląskie in Polen (freiwilliger Schüleraustausch in Klasse 9)
- Beʾer Scheva in Israel (freiwilliger Schüleraustausch in der EF)

## Musicals
An der Schule wurden folgende Musicals aufgeführt:
- 2001: Oliver!
- 2002: Zauberland
- 2003: Anatevka
- 2004: Das Kartengeheimnis
- 2005: Kiss me Kate
- 2007: A Christmas Carol
- 2008: Im Weißen Rössel
- 2009: Crazy for You
- 2010: Annie
- 2011: Urinetown
- 2021: Alice im Wunderland
- 2022: Krabat
- 2023: Der Kleine Prinz
- 2024: Ein Sommernachtstraum / Les Choristes

## Bekannte ehemalige Schüler
- Annette Kammertöns (geb. Kreutzkamp, Abitur: 1961), Politikwissenschaftlerin, Hochschullehrerin
- Carina Gödecke (Abitur: 1977), SPD-Politikerin
- Wolfgang Schamel (Abitur: 1987), Immunologe und Hochschullehrer
- Ben Redelings (Abitur: 1995), Autor und Filmemacher
- Tommy Finke (Abitur: 2000), Songwriter und Komponist
- Schaghajegh Nosrati (Abitur: 2007), Pianistin